# Dalgopol (obchtina)
Dalgopol (bulgare : Дългопол) est une obchtina de l'oblast de Varna en Bulgarie.